# کای یوانپی
سای یوانپی (چینی: 蔡元培؛ پین‌یینی: Cài Yuánpéi؛ ۱۸۶۸–۱۹۴۰) فیلسوف و سیاستمدار چینی بود که یکی از چهره‌های تأثیرگذار در تاریخ آموزش مدرن چین به‌شمار می‌رود. او با دستورالعمل‌های آموزشی خود کمک قابل توجهی به انجام اصلاحات آموزشی کرد. او رئیس دانشگاه پکن و بنیانگذار آکادمی چینی بود. او به دلیل ارزیابی انتقادی‌اش از فرهنگ چینی و ترکیب تفکر چینی با مکاتب غربی از جمله آنارشیسم، شهرت داشت. او در جنبش فرهنگ نو، جنبش چهارم ماه مه و جنبش فمینیست مشارکت داشت. آثار او پیرامون موضوعاتی چون زیبایی‌شناسی، آموزش، سیاست، اصلاحات آموزشی و غیره است.